# Alain Gouaméné
Pierre Alain Gouaméné Guiahouli (ur. 15 czerwca 1966 w Badiepie) – piłkarz z Wybrzeża Kości Słoniowej, występujący podczas kariery na pozycji bramkarza.

## Kariera piłkarska
Alain Gouaméné rozpoczął karierę w ASEC Mimosas w 1986 roku. Z ASEC dwukrotnie zdobył mistrzostwo Wybrzeża Kości Słoniowej w 1990 i 1991 oraz Puchar Wybrzeża Kości Słoniowej w 1990. W latach 1991–1992 występował w marokańskim klubie Raja Casablanca.
W 1992 powrócił do ojczyzny i przez 2 lata ponownie występował w ASEC Mimosas. Z ASEC czterokrotnie zdobył mistrzostwo Wybrzeża Kości Słoniowej w 1992, 1993, 1994, 1995 oraz Puchar Wybrzeża Kości Słoniowej w 1995 roku. W 1994 wyjechał do Francji do siódmioligowego AS Trouville-Deauville. Ostatnim klubem w karierze Gouaméné było FC Toulouse, w którym występował w latach 1995-2000. Z Tuluzą awansował do Ligue 1 w 1997, a w 1999 spadł z niej. Ogółem w Ligue 1 wystąpił w 11 meczach.

## Kariera reprezentacyjna
Alain Gouaméné występował w reprezentacji Wybrzeża Kości Słoniowej. W 1988 wystąpił w Pucharze Narodów Afryki, na którym WKS odpadło w fazie grupowej. W 1989 uczestniczył w przegranych eliminacjach do Mistrzostw Świata 1990.
W 1990 po raz drugi wystąpił w Pucharze Narodów Afryki, na którym WKS odpadło w fazie grupowej. W 1992 roku uczestniczył w największym sukcesie w historii WKS w postaci zdobycia Pucharu Narodów Afryki. Na tej imprezie Gouaméné wystąpił we wszystkich pięciu meczach z Algierią, Kongo, Zambią, Kamerunem i finałowym z Ghaną, w którym strzelił bramkę w serii rzutów karnych. W tym roku wystąpił w pierwszej edycji Pucharu Konfederacji, który nosił wówczas nazwę Pucharu Króla Fahda. Na tym turnieju po porażkach z Argentyną i reprezentację USA Wybrzeże Kości Słoniowej zajęło ostatnie, czwarte miejsce. Gouaméné wystąpił w obu meczach. W 1992 uczestniczył w przegranych eliminacjach do Mistrzostw Świata 1994.
W 1994 po raz czwarty wystąpił w Pucharze Narodów Afryki, na którym WKS zdobyło brązowy medal. Na tym turnieju wystąpił we wszystkich pięciu meczach z Sierra Leone, Zambią, Ghaną, Nigerią i Mali. W 1996 po raz piąty wystąpił w Pucharze Narodów Afryki, na którym WKS odpadło w fazie grupowej. Gouaméné wystąpił w dwóch meczach z Ghaną i Mozambikiem. W 1998 po raz szósty wystąpił w Pucharze Narodów Afryki, na którym WKS odpadło w ćwierćfinale. Gouaméné wystąpił we wszystkich czterech meczach z Namibią, RPA, Angolą i Egiptem. W 2000 po raz siódmy wystąpił w Pucharze Narodów Afryki, na którym WKS odpadło w fazie grupowej. Gouaméné wystąpił we wszystkich trzech meczach z Togo, Kamerunem i Ghaną. Ogółem w siedmiu edycjach PNA wystąpił w 24 meczach. Łącznie w latach 1987-2000 wystąpił w reprezentacji 58 razy.

## Kariera trenerska
Alain Gouaméné po zakończeniu kariery piłkarskiej został trenerem. Prowadził m.in. juniorskie drużyny Wybrzeża Kości Słoniowej.